# Limésy
Limésy ist eine französische Gemeinde mit 1.521 Einwohnern (Stand: 1. Januar 2022) im Département Seine-Maritime in der Region Normandie. Die Gemeinde gehört zum Rouen und zum Kanton Notre-Dame-de-Bondeville (bis 2015: Kanton Pavilly). 

## Geographie
Limésy liegt etwa 20 Kilometer nordwestlich von Rouen im Pays de Caux. Umgeben wird Limésy von den Nachbargemeinden Saussay im Norden und Nordosten, Émanville im Osten und Nordosten, Sainte-Austreberthe im Osten, Pavilly im Süden, Mesnil-Panneville im Westen und Südwesten, Cideville im Westen sowie Auzouville-l’Esneval im Westen.

## Bevölkerungsentwicklung
| 1962                      | 1968 | 1975 | 1982 | 1990 | 1999 | 2006 | 2013 | 2020 |
| ------------------------- | ---- | ---- | ---- | ---- | ---- | ---- | ---- | ---- |
| 1128                      | 1043 | 1093 | 1221 | 1199 | 1306 | 1330 | 1473 | 1483 |
| Quelle: Cassini und INSEE |      |      |      |      |      |      |      |      |

## Sehenswürdigkeiten
- Kirche Martin aus dem 19. Jahrhundert
- Burg aus dem 13. Jahrhundert mit Park
- Burgruinen bei Brunville
- Schloss von Etennemare aus dem 17. Jahrhundert

## Persönlichkeit
- Georges Anquetil (1888–1945), Verleger und Journalist